# Rafael Catalá Polo
Rafael Catalá Polo (ur. 21 czerwca 1961 w Madrycie) – hiszpański polityk, prawnik i urzędnik państwowy, działacz Partii Ludowej, parlamentarzysta krajowy, od 2014 do 2018 minister sprawiedliwości.

## Życiorys
Ukończył studia prawnicze na Uniwersytecie Complutense w Madrycie. W 1985 został urzędnikiem służby cywilnej w ramach korpusu Cuerpo Superior de Administradores Civiles del Estado. Był m.in. zastępcą dyrektora generalnego ds. planowania w ministerstwie zdrowia (1988–1992), jednym z dyrektorów przedsiębiorstwa państwowego Aena (1992–1996), dyrektorem generalnym w resortach administracji publicznej (1996–1999) oraz edukacji (1999–2000). Od 2000 do 2002 zajmował stanowisko podsekretarza stanu w ministerstwie finansów, a następnie do 2004 sekretarzem stanu w resorcie sprawiedliwości. Po wyborczej porażce Partii Ludowej w 2004 odszedł z administracji rządowej. Był dyrektorem zarządzającym szpitala Hospital Ramón y Cajal (2004–2005) i następnie sekretarzem generalnym w przedsiębiorstwie Codere. Zajmował się także działalnością dydaktyczną na uczelni ESADE oraz na Universidad Carlos III de Madrid.
Gdy ludowcy powrócili do władzy, ponownie został urzędnikiem państwowym. W 2012 premier Mariano Rajoy powierzył mu funkcję sekretarza stanu w ministerstwie robót publicznych i budownictwa. We wrześniu 2014 Rafael Catalá Polo wszedł w skład gabinetu, otrzymując nominację na urząd ministra sprawiedliwości. W kolejnych wyborach w 2015 i 2016 z ramienia Partii Ludowej uzyskiwał mandat posła do Kongresu Deputowanych
W listopadzie 2016 utrzymał stanowisko ministra sprawiedliwości w drugim rządzie Mariano Rajoya. Zakończył urzędowanie w czerwcu 2018, gdy gabinet ten przegrał głosowanie nad wotum nieufności. W wyborach w kwietniu 2019 ponownie wybrany na posła, w maju zrezygnował jednak z mandatu.